# Sona Aslanova
Sona Aslanova (en azéri : Sona Şahnəzər qızı Aslanova, née le 4 octobre 1924 à Bakou et morte le 9 mars 2011 à Los Angeles) est une cantatrice azerbaïdjanaise, artiste émérite de l'Azerbaïdjan.

## Formation
Les capacités musicales innées et une voix unique amenent Sona Aslanova à la classe vocale du Conservatoire d'État d'Azerbaïdjan. En 1952 elle commence à enseigner dans le même établissement.

## Rôles théâtraux
L'activité d'enseignant ne gêne pas la carrière théâtrale de la jeune soliste de l'opéra. Sona Aslanova réussit à incarner sur la scène du Théâtre académique d'opéra et de ballet d'État d'Azerbaïdjan toute une galerie d'images lumineuses dans les œuvres d'Uzeyir Hadjibeyov. Elle interprète des rôles de Nigar dans l'opéra Koroglu, Asli dans l'opéra Asli et Kerem, Gulnaz dans l'opérette Pas celle-ci, donc celle-là et Gulchohra dans l'opérette ''Arshin Mal Alan''.
Sona Aslanova représentait l'école vocale azerbaïdjanaise en tournée dans les républiques et les villes de l'ancienne Union avec les chanteurs célèbres Bulbul et Rashid Behbudov. Et, bien sûr, ses services dans la promotion de la culture musicale nationale ne passent pas inaperçus : en 1956, Sona Aslanova reçoit le titre honorifique Artiste honorée d'Azerbaïdjan, et l'Insigne d'honneuren 1959.

## Filmographie
- Rencontre,
- Notre prof Jabish,
- Opératrice-standardiste,
- Notre rue,
- Cherche une fille,
- Je veux comprendre,
- Interrogatoire,
- Je vais danser,
- Voyage d'affaires,
- Un peu de fêtes de printemps
- Notre rue,
- Le jour est passé et d'autres.

Pendant de nombreuses années, Sona Aslanova était soliste de l'orchestre symphonique et d'estrade de la Société de radiodiffusion et de télévision d'État et du Théâtre philharmonique d'État d'Azerbaïdjan du nom de Muslim Magomayev. Airs d'opéra, romances, chansons folkloriques - il y en avait plus de deux cents dans le répertoire multigenre de la chanteuse. Aujourd'hui, cet héritage spirituel inestimable est conservé dans le « Fonds d'or » de la télévision nationale.